# Revolta de Bale
A Revolta de Bale ou Movimento Camponês de Bale (1963-1970) foi uma guerra de guerrilha na província de Bale, no sudeste da Etiópia, liderada pela população local de oromo e somali. A revolta visou o assentamento do povo Amhara e o sistema feudalista em vigor no Império Etíope.

## Antecedentes

### Golpe militar etíope de 1960
Em 13 de dezembro de 1960, foi feita uma tentativa de depor o Imperador Haile Selassie. O golpe ocorreu depois que o imperador deixou a Etiópia em uma viagem para o Brasil. No início da revolta, os rebeldes capturaram a capital etíope Addis Abeba e sequestraram o príncipe etíope, vinte membros do gabinete e muitos políticos predominantes. Nos estágios iniciais, o golpe foi apoiado pela Guarda Imperial. A Guarda Imperial logo se voltaria contra o golpe após o retorno do imperador Haile em 17 de dezembro de 1960. As forças da Guarda Imperial rapidamente recapturariam a cidade de Addis Abeba e libertariam os cativos do governo. O golpe a partir desse ponto foi considerado um fracasso.
Atualmente, algumas fontes argumentam que o golpe etíope de 1960 foi o primeiro grande questionamento do governo etíope.

### Movimento estudantil etíope
O movimento começou no início dos anos 1960. Estudantes universitários da Etiópia questionaram o governo e o governo monárquico. A pequena rebelião se transformou em um movimento estudante pleno em 1967. Os manifestantes estavam muitas vezes determinados a destruir e desmantelar a ordem feudal arraigado para melhorar significativamente a modernização política e econômica da Etiópia. Muitos manifestantes participavam de ataques verbais frequentes e violentos contra os governos africanos por sua corrupção e abuso de poder.
O movimento terminou em 1974. Após a conclusão do movimento, a Guerra Civil Etíope de 1974 começou logo após.

## Revolta
Acredita-se que a revolta tenha começado como resultado de muitos camponeses na região sudeste da Etiópia, compostos principalmente pelos oromos e membros de tribos somalis, que se recusaram a pagar impostos e permitir o acesso à terra ao governo etíope. Os camponeses também possuíam uma forte oposição ao assentamento do povo Amhara em Bale.
A revolta foi liderada pelo líder oromo e rebelde Waqo Gutu e foi apoiada pelo governo da Somália. Acredita-se que Waqo Gutu tenha iniciado a rebelião quando não recebeu ajuda do governo depois de um conflito sobre os direitos de pastoreio. Depois de não receber ajuda, partiu para a Somália para abastecer a si mesmo e outros rebeldes com armas.
Em uma das batalhas importantes em Malka Anna perto do rio Ganale em 1963, os combatentes oromos derrubaram dois helicópteros militares usando um rifle não-automático chamado Dhombir. Assim, o período de 1963 a 1970, é conhecido localmente como guerra de Dhombir devido a arma usada pelos combatentes oromos. A batalha de Dhombir em Malka Anna foi crítica na medida em que os rebeldes conseguiram capturar e tomar muitas armas do inimigo, aumentando assim suas capacidades defensivas.
Em 1969 a Somália retirou o apoio à rebelião após uma mudança de governo. Logo depois, foi alcançado um acordo com o governo etíope e muitos predominantes líderes oromos foram perdoados, marcando o fim do conflito.